# Japan-Air-Lines-Flug 90
Der Japan-Air-Lines-Flug 90 (Flugnummer: JL90, Funkrufzeichen: JAPAN AIR 90) war ein Trainingsflug der Japan Air Lines mit Start und Ziel auf dem Grant County International Airport, Moses Lake, Washington am 24. Juni 1969. Auf diesem Flug verunglückte ein Passagierflugzeug des Typs Convair CV-880 unmittelbar nach dem Start mit simuliertem Triebwerksausfall. Bei dem Unfall kamen drei der fünf Insassen der Maschine ums Leben.

## Flugzeug
Die betroffene Maschine war eine 1963 gebaute Convair CV-880 mit der Werknummer 22-00-49M. Die Maschine wurde am 26. März 1963 an die Japan Air Lines erstausgeliefert und erhielt bei dieser das Luftfahrzeugkennzeichen JA8028 sowie den Taufnamen Kikyo. Das vierstrahlige Mittelstrecken-Schmalrumpfflugzeug war mit vier Turbojettriebwerken des Typs General Electric CJ-805-3B ausgestattet. Bis zum Zeitpunkt des Unfalls hatte die Maschine eine Gesamtbetriebsleistung von 14.278 Betriebsstunden absolviert.

## Insassen
An Bord der Maschine befand sich lediglich eine fünfköpfige Besatzung.
- Flugkapitän war der 37-jährige Kazuhiko Suda, der für die Flugzeugtypen Convair CV-880 und Douglas DC-8 lizenziert war. Am 14. März 1967 wurde er zum Prüfkapitän fortgebildet. Die Gesamtflugerfahrung des Flugkapitäns betrug 7.639 Flugstunden, wovon er 600 Stunden als Prüfkapitän, davon 100 Stunden im Cockpit der Convair CV-880, absolviert hatte.
- Der 29-jährige Erste Offizier Jyunichi Murata befand sich im linken Pilotensitz. Er verfügte über 2.773 Stunden Flugerfahrung, wovon er 827 Stunden als Erster Offizier an Bord der Convair CV-880 absolviert hatte.
- Zwei weitere Prüflinge waren zur Zeit des Unfalls nicht aktiv.
- Flugingenieur war der 31-jährige Nobuhiro Uematsu, der am 11. März 1968 zum Flugingenieur ausgebildet worden war. Er verfügte über eine Gesamtflugerfahrung von 2.948 Flugstunden, davon 1.114 Stunden in Maschinen des Typs Convair CV-880.

## Unfallhergang
Mit der Maschine wurde an dem Tag ein Trainingsflug durchgeführt. Die Piloten erhielten eine Freigabe zum Start von der Startbahn 32R des Moses Lake Airport. Nach dem Start fuhr der Prüfkapitän die Leistung des Triebwerks Nr. 4 zurück, um zu prüfen, inwieweit der Erste Offizier Notfallprozeduren einleiten würde. Die Maschine begann daraufhin nach rechts zu gieren, bis schließlich 6.500 Fuß hinter dem Beginn der Startbahnschwelle die Gondel von Triebwerk Nr. 4 (rechts außen) auf der Startbahn aufsetzte. Die Convair schlitterte abrupt und erheblich nach rechts von der Startbahn, brach auseinander und geriet in Brand. Sie kam erst zum Stehen, nachdem sie über eine Distanz von 2.600 Fuß durch das Gelände gerutscht war. In seiner Endposition war das Wrack auf einem Kurs in Richtung Osten ausgerichtet. Vier Besatzungsmitgliedern gelang es, durch einen Riss im Rumpf aus der brennenden Maschine zu fliehen. Zwei von ihnen starben später an ihren schweren Verletzungen. Die verkohlte Leiche des verbliebenen Besatzungsmitgliedes, eines Prüflings, wurde später in der ausgebrannten Cockpitsektion aufgefunden. Die Maschine wurde durch den Aufprall und den darauf folgenden Brand nahezu vollständig zerstört.
Nach Aussage des Kapitäns hatte er die Steuerung der Maschine übernommen, als er die zögerliche Reaktion des zu prüfenden Ersten Offiziers bemerkte. Obwohl er die Leistung des Triebwerks Nr. 4 wieder hochfuhr, gelang es ihm jedoch nicht mehr, die Gierbewegung unter Kontrolle zu bringen und abseits der Startbahn eine Notlandung durchzuführen.

## Ursache
Das National Transportation Safety Board übernahm nach die Ermittlungen zur Unfallursache. Sie kamen zu dem Schluss, dass der Unfall sich durch verzögertes Handeln der Piloten während eines Starts mit simuliertem Triebwerksausfall ereignet hatte. Sie hätten die Gierbewegung nicht rechtzeitig korrigiert, bis die Maschine schließlich auf der Startbahn aufsetzte. 